# Ronde de l'Oise
De Ronde de l'Oise is een meerdaagse wielerwedstrijd die jaarlijks in juni wordt verreden in het Franse departement Oise. Sinds 2007 is de wedstrijd onderdeel van de UCI Europe Tour met een classificatie van 2.2.
De Ronde de l'Oise moet niet verward worden met de Ronde van Picardië die een voortzetting is van de Ronde van de Oise.